# Dan Bittman
Dan Bittman (født 29. marts 1962) er en rumænsk sanger, som repræsenterede Rumænien ved Eurovision Song Contest 1994, med sangen "Dincolo de nori". Sangen var Rumæniens første i konkurrencen, men fik blot 14 point og en 21. plads. Dan Bittman har siden 1985 været forsanger i rockbandet Holograf.